# خاچاطور یگانیان
خاچاطور یگانیان (ارمنی: Խաչատուր Եգանյան؛ زادهٔ ۱۸۸۶ - درگذشته ۵ اکتبر ۱۹۷۶) یک شاعر ارمنی‌تبار اهل ایران بود.

## زندگی‌نامه
وی در ۱۸۸۶ در تبریز به دنیا آمد تحصیلات ابتدایی را در مدرسه هایکازیان-تاماریان تبریز (۱۹۰۷) فراگرفت.  وی در ۵ اکتبر ۱۹۷۶ در سن ۹۰ سالگی درگذشت.